# がくえんゆーとぴあ まなびストレート!
『がくえんゆーとぴあ まなびストレート!』は、アニメーション制作会社ufotableによる、2007年に放送されたテレビアニメおよび漫画作品。

## 概要
本作はアニメーション制作会社ufotableオリジナル作品第1弾として2003年11月に企画が始まった。価値観が多様化する時代において「学校に行く理由とは？」というufotable代表取締役社長の近藤光が元々抱えていたストーリーが元になっている。中心人物の容姿が高校生としては比較的幼く描かれているのは、企画当初の段階で、中心人物が中学1年生という設定であった名残だという。
まず『電撃アニマガ』にて2004年より読者参加企画として連載が始まり、2005年に休刊するまで続けられた。2005年からは『月刊コミック電撃大王』にてufotableの漫画班「たあたんちぇっく」による漫画版の連載が始まり、2008年まで連載された。2007年にはテレビアニメとしてテレビ東京系で放送された。また、マーベラスインタラクティブよりPlayStation 2用ゲームが発売されている。
2014年5月3日、ufotableが主催するイベント『マチ★アソビ』にて再漫画化が発表された。2015年1月30日より『まなびストレート!SAKRA』のタイトルでファミ通コミッククリアにて2016年2月26日まで配信された。作画を漫画家のヱシカ/ショーゴ、監修をufotableが務める。
2017年1月、放送10周年記念サイトがオープンし、10ヶ月連続のお祝い企画が行われた。2018年5月からは主人公たちが2018年以降の生まれということもあり、それぞれの誕生日にキャラクターデザインの小笠原篤による記念イラストが10周年記念サイトに掲載される『リアル生誕祭』が開催されている。

## あらすじ
時は2035年。少子化の影響に加え、価値観の多様化で高校に進学せずに働きに出ることがカッコイイとされるような時代となり、生徒数の減少で廃校の危機に立つ学校が多くなっていた。
そんな活気をなくした女子高校の1つ私立「聖桜学園」に転校してきた天宮学美は、転入初日に生徒会長となり、その天真爛漫な明るさと周りの人々を巻き込むパワーで学園を「わくわくできらきらな」場所にすべく旋風を巻き起こすのだった。

## 登場人物

### 聖桜学園
天宮 学美（あまみや まなみ）
声 - 堀江由衣
2018年8月30日生まれ。高校2年生。血液型はO型。家族は父母と兄・武文で、現在は武文と二人暮らし。座右の銘は「まっすぐGOー!!」。
通称「まなび」。この作品の主人公。いつも前向きで一生懸命の女の子。学園のみんなに元気を与えるカリスマ性を持つ。転入早々に、聖桜学園の第82期生徒会長に立候補し、選出される。
稲森 光香（いなもり みか）
声 - 野中藍
2018年12月24日生まれ。高校2年生。血液型はA型。家族は父母で、一人っ子。
通称「みかん」、桃葉には「みかちん」と呼ばれる。ドジで内気な少女。人に頼まれると断れない性格で、まなびが転校してくる以前は、押し付けられるような形で1人生徒会の役員をしていた。学美が生徒会長に就任してからは生徒会書記となる。親や親戚などに「何のために高校へ行っているのか?」「将来はどうしたいのか?」と問われ、その答えを悩みながら探している。
アニメ版では彼女の視点から描かれる話が多く、狂言回しとしての役割も果たしていた。
上原 むつき（うえはら むつき）
声 - 井上麻里奈
2019年1月21日生まれ。高校2年生。血液型はB型。家族は父母と弟が3人。
通称「むっちー」。元気いっぱいのスポーツ万能少女。ソフトボール部などいろいろな部活動の助っ人をしている。
家は寿司屋で、看板娘。家では弟たちの面倒を見たり、料理を作るといった家庭的な面もある。
衛藤 芽生（えとう めい）
声 - 平野綾
2018年5月9日生まれ。高校2年生。血液型はA型。家族は父母のみで、一人っ子。
通称「めぇ（ーちゃん）」、桃葉には「めいたん」と呼ばれることもある。まじめな努力家。生来の面倒見がいい性格が元で負った幼少時のトラウマから人との間に壁を作っていたが、心の底では自分を大切に思ってくれる存在を求めていた。口では素直にいえないが、面倒見がいい性格で文句を言いつつも生徒会の手伝いをしており、アニメ版では第4話で正式に生徒会会計となる。むつきとは小学校時代からの友人。照れ屋でもあるが。また、素直ではないわりに本当に打ち解けた相手には遠慮がない。コンピュータにも強く、3DCGやwebページの作成もこなす。
漫画版ではホラーな物が極度に苦手。
小鳥 桃葉（おどり ももは）
声 - 藤田咲
2019年3月3日生まれ。高校2年生。血液型はAB型。家族は父母と妹の桜華。
通称「もも」。放送部と報道部に所属。左利き。マイペースな性格で普段はぼーっとしているが、面白いことには目がなく、報道部の取材と称して生徒会の様子をビデオに撮影するのが趣味。報道には生き甲斐を感じているのか嘘は絶対に書けない性格。いつでもどこでもすぐ寝る癖がある。大財閥のお嬢様。特技は書道で作中の毛筆体の多くが桃葉が書いたという設定になっている。
漫画版ではとにかく神出鬼没だったり平気でヤラセ記事を書いたり、みかんのパンチラを好んで撮影したりなどアニメ版よりもぶっ飛んだ性格になっている。
小鳥 桜華（おどり さくら）
桃葉の妹。聖桜学園の初等部に在籍。桃葉からは「さーたん」と呼ばれている。しっかり者だが、姉と同じくすぐ寝る癖がある。漫画版では単行本1巻内表紙の4コマ漫画に登場したのみだったが、学園祭でようやく本編に登場した。
アニメ版では、テレビ放送の時には登場せず、テレビ未放送のDVD第7巻で登場した。ただし、台詞は無かった。
下嶋（しもじま）
声 - うすいたかやす
まなびのクラス担任の男性教師で生徒会顧問。まなび達の良き理解者であり、親しみを込めて「しもじー」と呼ばれている。大学時代は山岳部で、アウトドアに強い。何かとうんちくを語るのが好き。
武智（たけち）
通称「たけっち」。旧図書館を気に入っていた少女たち3人組のリーダー格。旧図書館を取り壊しから護るべく幽霊騒ぎを起こすが、学園長の胸中を知って身を引く。
枠の太い眼鏡をかけている。
安斎（あんざい）
聖桜学園の保健医。愛の形に対する偏見がなく、同性愛も認めている。
桜 冨子（さくら とみこ）
声 - さとうあい / 林原めぐみ（高校生時代）
聖桜学園の園長でアニメ版では「桜園長」とクレジットされている。眼鏡をかけた初老の女性。学園のOGで、第52期生徒会長。学園とその生徒を愛している。
田尾 真紀（たお まき）
声 - 木村はるか
聖桜学園演劇部部長。
舞台セットを自作する演劇部とあって物作り、力仕事には長けており、生徒会の助っ人として力になることもある。サッパリとした性格で、シャツに書いてある「人望」の字に違わぬ人望を持ち合わせた頼れる姉御肌である。
武内 舞（たけうち まい）
声 - 名塚佳織
TVアニメ版第83期生徒会長。
中 真奈可（あたり まなか）
漫画版第83期生徒会長。
まなびほどではないにしろ前向きで明るいが、無意味にロマンチックな一面がある。
伊東 美琴（いとう みこと）
漫画版第83期生徒会副会長
眼鏡で関西弁を話す。真名可とは意見が食い違うと激しいケンカを繰り広げる。めばえの性格は副会長就任以前から知っている模様。
宇南 舞卯（うなん むう）
漫画版第83期生徒会書記
割とサッパリした性格の模様。ジャンプ力がある。
江西 めばえ（えにし めばえ）
漫画版第83期生徒会会計
大人しくて泣き虫だが、一旦ブチ切れると豹変して凶暴になる。
尾北 もこ（おきた もこ）・尾北 もえ（おきた もえ）
桃葉に憧れ師と仰ぐ双子。努力が認められ、桃葉に弟子入りを果たした。

### 愛光学園
角沢 多佳子（かくざわ たかこ）
声 - 黒河奈美
愛光学園の生徒会長。とても優しい性格。言動は控えめだが、リーダーシップも併せ持っている。まなびたちよりも頭1つ分ほど身長が高く、大人っぽい雰囲気がある。
貴生川 鏡子（きおかわ きょうこ）
声 - 久川綾
愛光学園の理事長。アニメ版のみ登場。まなびの兄・武文の交際相手。愛光学園が聖桜学園を吸収合併することと学園祭の中止を通告する。

### その他
天宮 武文（あまみや たけふみ）
声 - 立花慎之介
まなびの兄。まなびと同居している。家事担当。シスコン気味。見かけによらず腕が立つ。アニメイトにて限定発売されているキャラソルシート（No.01 天宮学美）によると、年齢は20歳。

### 「がくえんすたれぴあ ほろびストレート!」登場人物
以下は、漫画版2巻以降の巻末に収録されている小笠原篤の遊び全開のおまけ漫画の登場人物である。ほろび以外は非常にコワモテで、名前から設定までまなび達と対になっている。
暗宮幌美（あんみや ほろみ）
オマケ漫画「がくえんすたれぴあ ほろびストレート」の主人公で通称「ほろび」。座右の銘は「まっくろGO〜」。
学園の不活性化を目的とした裏生徒会の会長だが、実はまなびの大ファンであり、いつもまなびにベタベタしてみかんから跳び蹴りを食らっている。
裏生徒会では黒ずくめにドクロの髪飾りでいわばまなびのダークバージョンという出で立ちだが普段は大人しい少女である。
また、他の4人のように勉強ができないわけではないため、1人だけ3年生に進級を果たしている。
隠森経子（いんもり へるこ）
通称「ヘルコ」、いつも竹刀を持っている。とにかく男性好きだが、モテないらしい。
飢腹富士美（うえはら ふじみ）
通称「フジミ」、モヒカン気味のヘアスタイルで筋肉質だが、運動は苦手。字がきれいらしい。
遠藤 久（えんどう ひさ）
通称「ヒサン」、勉強が苦手。サッカーではゴールキーパーを任されるらしい。
囮 白愛（おとり はくあい）
通称「ハカイ」。家が貧しいため、遊ぶのにお金がかからないあやとりが好きで、今でも続けている。

## 主な舞台
聖桜学園（せいおうがくえん）
まなびたちが通う女子高校。
制服は襟がセーラー服風で、上着の色は濃い青（夏服は白）。リボンはピンク色。スカートは青色系のタータンチェック。
生徒手帳（ODORI製品）は電子手帳になっていて、カメラや通信機能も備えている。同校に限らず、この時代の一般的な装備。
生徒数の減少で、経営陣からは廃校を迫られている。コスト減のため、スポンサーの夕邦商事が直接乗り込んで来て節電指導を行うような事態になっている。
アニメ版では、来期から姉妹校である愛光学園に吸収合併されることが決まり、制服や校歌などの改正作業が進められている。それによる学園祭中止が決定していたが、まなびたちの署名活動などにより学園祭中止の件は白紙撤回され、また経営母体は愛光学園に移ったものの、学校の吸収合併の件も撤回された。
愛光学園（あいこうがくえん）
女子高校で、聖桜学園の姉妹校。この時代としては生徒数や設備の充実度がトップクラスであり、生徒会も周辺の姉妹校群のリーダー的存在。同名の私立校が実在するため、アニメ版では「愛洸学園」に変更された。

## 読者参加企画
『電撃アニマガ』にてVol.12（2004年8月30日発売）より連載開始。イラストは小笠原篤。連載初期には『がくえんゆーとぴあ 学美ストレート!』（がくえんゆーとぴあ まなびストレート）と表記されており、一部の設定が漫画版・アニメ版とは異なる。また、読者参加企画の連載と連動して、公式サイトにて主人公である天宮学美の中学生時代を描いた「中学生日記」の掲載が行われていた。2005年8月の電撃アニマガの休刊とともに企画終了。

## 漫画

### コミカライズ
『月刊コミック電撃大王』で2005年12月号から2008年2月号にかけて連載。キャラクター原案は小笠原篤、脚本は金月龍之介、作画はたあたんちぇっく（ufotableコミック作画班）による。アニメ版とは異なる漫画版オリジナルエピソードも存在するが、こちらも全てシナリオはアニメ版のストーリーディレクター・金月龍之介による書き下ろしである。
単行本
メディアワークスより「電撃コミックス」として刊行。
1. 2006年6月15日発行 ISBN 4-8402-3478-7
2. 2006年12月31日発行 ISBN 4-8402-3705-0
3. 2007年7月27日発行 ISBN 978-4-8402-3966-0
4. 2008年2月27日発行 ISBN 978-4-8402-4227-1

### まなびストレート!SAKRA
『まなびストレート!SAKRA』
2015年1月30日よりWeb配信サイト『ファミ通コミッククリア』で連載されたWebコミック。漫画はヱシカ/ショーゴ。
単行本
- ufotable（原作）、ヱシカ/ショーゴ（作・画） 『まなびストレート!SAKRA』 角川書店〈ファミ通クリアコミックス〉、全2巻
  1. 2015年8月24日発行（2015年8月12日発売） ISBN 978-4-04-730636-3
  2. 2016年3月26日発行（2016年3月14日発売） ISBN 978-4-04-734081-7

## アニメ
2007年1月から3月にかけて全12話が放送。業界初の試みとして「まなび部屋」と呼ばれるチーム監督制を採用している。これは、従来一人の監督に委ねられていた権限を、ストーリーディレクターの金月龍之介、 ビジュアルディレクターの小笠原篤、 レイアウトディレクターの高橋タクロヲ、テクニカルディレクターの平尾隆之の4名へと分割、移譲した連合体である。ビジュアル上の特徴として、ufotable撮影部によりTVアニメとしては初めて全編に渡りキャラクターの頬や髪などにブラシペイントやグラデーション処理が行われた。これは、『電撃アニマガ』で連載したイラストのままに動かしたいという制作プロデューサーの近藤光の要望によるものである。
DVD第7巻（STRAIGHT7）にはテレビ未放送話『夏だ! まなびだ! 強化合宿だ!』が収録されている。元々構成に含まれていたものの、放送回数の都合上放送されなかったものであり、構成上では第6話と第7話の間の話となる。
オープニング映像では、キャラクター達がスプレーでスタッフの名前を学校に描くという演出がなされている。これは最終話のエピローグに繋がるものであると平尾隆之は述べている。しかし放送倫理・番組向上機構には「スプレーでそこら中に落書きする演出はやめたほうがいい」という意見が寄せられている。第7話からは一部、カットが切り替わる直前に文字が消えていくように変更されている。
スターチャイルドからはコミックマーケット70限定で「ラフ設定本」が刊行されている。
2012年7月25日にBD-BOXが発売された。

### スタッフ
- 原作・アニメーション制作 - ufotable[14]
- 連載 - 月刊コミック電撃大王（メディアワークス刊）
- 監督 - チームまなび部屋[14]
- ストーリーディレクター - 金月龍之介[14]
- ビジュアルディレクター・キャラクターデザイン - 小笠原篤[14]
- レイアウトディレクター - 高橋タクロヲ
- テクニカルディレクター - 平尾隆之
- キーアニメーター - 三浦貴博、嘉手苅睦
- 美術監督 - 小野寺美由紀
- 色彩設計 - 油谷ゆみ
- 撮影監督 - 寺尾優一
- 編集 - 今井剛
- 音楽 - 三澤康広
- 音響監督 - 本山哲
- プロデューサー - 山中隆弘、武智恒雄
- システム・webマネージャー - 笠原健一郎
- 制作プロデューサー - 近藤光
- 製作 - 聖桜学園PTA（キングレコード、メディアワークス、クロックワークス、ufotable）

### 主題歌
オープニングテーマ
「A Happy Life」（第2話 - 第11話）
歌 - 林原めぐみ / 作詞・作曲 - 岡崎律子 / 編曲 - たかはしごう
エンディングテーマ
「Lucky & Happy」（第1話・第3話・第5話 - 第11話）
歌 - 林原めぐみ / 作詞・作曲 - 岡崎律子 / 編曲 - たかはしごう
「A Happy Life」（第12話）
歌 - 堀江由衣、野中藍、井上麻里奈、平野綾、藤田咲 / 作詞・作曲 - 岡崎律子 / 編曲 - 渡辺拓也
挿入歌
「聖桜学園校歌」（第11話）
歌 - 堀江由衣 / 作詞 - 逢瀬祭、ufotable / 作曲・編曲 - 横山マサル
「桜舞うこの約束の地で」（第11話）
歌 - 茅原実里 / 作詞 - 金月龍之介 / 作曲・編曲 - 横山マサル

### 各話リスト
| 話数 | サブタイトル                       | 脚本       | 絵コンテ              | 演出                  | 作画監督                   |
| ---- | ---------------------------------- | ---------- | --------------------- | --------------------- | -------------------------- |
| 1    | 学美星人、あらわる                 | 金月龍之介 | 高橋タクロヲ          | 平尾隆之 高橋タクロヲ | 高橋タクロヲ               |
| 2    | まっすぐでゴー                     | 金月龍之介 | 平尾隆之              | 平尾隆之              | 小林利充                   |
| 3    | 月曜日じゃ遅すぎる                 | 金月龍之介 | 平尾隆之              | 三浦貴博              | 須藤友徳 高橋タクロヲ      |
| 4    | プロモでゴーの巻                   | 寺東克己   | 平尾隆之              | 安形裕篤 平尾隆之     | 嘉手苅睦                   |
| 5    | ふたりっきりの、夜                 | 金月龍之介 | 平尾隆之              | 平尾隆之              | 高橋タクロヲ               |
| 6    | シナモンシュガーレイズド・ハピネス | 金月龍之介 | 平尾隆之              | 剛田隼人              | 番由紀子                   |
| 6.5  | 夏だ! まなびだ! 強化合宿だ!        | 金月龍之介 | 高橋タクロヲ 平尾隆之 | 水本葉月              | 小笠原篤                   |
| 7    | なつのおしまい（ばいばい）         | 金月龍之介 | 平尾隆之              | 恒松圭                | 嘉手苅睦                   |
| 8    | たたかえ聖桜生徒会!                | 金月龍之介 | 平尾隆之              | 星野真                | 星幸秀 小林多加志 佐藤哲也 |
| 9    | わたしたちのうた                   | 金月龍之介 | 平尾隆之              | 三浦貴博              | 古川英樹                   |
| 10   | 集う仲間たち                       | 金月龍之介 | 堀之内元              | 水本葉月              | 菊池隼也 安田慎介          |
| 11   | わたしにもみえるよ                 | 金月龍之介 | 平尾隆之              | 平尾隆之              | 嘉手苅睦 須藤友徳          |
| 12   | 桜色の未来たち                     | 金月龍之介 | 平尾隆之              | 高橋タクロヲ          | 小笠原篤                   |

### 放送局
| 放送地域       | 放送局         | 放送期間                | 放送日時           | 放送系列       | 備考             |
| -------------- | -------------- | ----------------------- | ------------------ | -------------- | ---------------- |
| 関東広域圏     | テレビ東京     | 2007年1月7日 - 3月25日  | 日曜 25:30 - 26:00 | テレビ東京系列 |                  |
| 愛知県         | テレビ愛知     | 2007年1月8日 - 3月26日  | 月曜 25:43 - 26:13 | テレビ東京系列 |                  |
| 福岡県         | TVQ九州放送    | 2007年1月8日 - 3月26日  | 月曜 26:53 - 27:23 | テレビ東京系列 |                  |
| 大阪府         | テレビ大阪     | 2007年1月9日 - 3月27日  | 火曜 27:10 - 27:40 | テレビ東京系列 |                  |
| 岡山県・香川県 | テレビせとうち | 2007年1月11日 - 3月29日 | 木曜 26:00 - 26:30 | テレビ東京系列 |                  |
| 北海道         | テレビ北海道   | 2007年1月12日 - 3月30日 | 金曜 26:00 - 26:30 | テレビ東京系列 |                  |
| 日本全域       | AT-X           | 2007年1月15日 - 4月2日  | 月曜 9:30 - 10:00  | CS放送         | リピート放送あり |

## ゲーム
『がくえんゆーとぴあ まなびストレート! キラキラ☆Happy Festa!』（がくえんゆーとぴあ まなびストレート キラキラ ハッピーフェスタ）のタイトルで2007年3月29日に発売された。PlayStation 2用のアドベンチャーゲームで、発売元はマーベラスインタラクティブ。CERO全年齢対象。
通常版と初回限定版がある。限定版には、オリジナルドラマを収めたCD2枚組が特典。予約特典はラジオCDである。
アニメ版では描かれなかったまなびたちの夏休みをテーマとしており、既に行われなくなって久しい地元の「夏祭り」を復活するために生徒会のメンバーたちがさまざまなミッションに挑む。

## CD
キャラクターミニアルバム
アニメ放送に先がけ、キャラクターミニアルバムがキングレコード・スターチャイルドレーベルより、順次発売された。エンハンスドCD仕様で、オーディオトラックにはマキシシングルでボーカル2曲と各曲のカラオケが、データトラック（対応パソコンで読み出し可）には数分のオリジナルイメージ映像（MPEG形式の動画）が収録されている。
- がくえんゆーとぴあ まなびストレート! キャラクターミニアルバム 天宮学美 2006年9月6日発売 KICA799
- がくえんゆーとぴあ まなびストレート! キャラクターミニアルバム 稲森光香 2006年10月4日発売 KICA800
- がくえんゆーとぴあ まなびストレート! キャラクターミニアルバム 上原むつき 2006年11月8日発売 KICA801
- がくえんゆーとぴあ まなびストレート! キャラクターミニアルバム 衛藤芽生 2006年12月21日発売 KICA802
- がくえんゆーとぴあ まなびストレート! キャラクターミニアルバム 小鳥桃葉 2007年1月1日発売 KICA803

サウンドトラック
アニメで用いられたサウンドトラックが、同じくキングレコード・スターチャイルドレーベルより、2枚に渡って発売されている。なお、どちらも2枚組での発売。アンサンブルIには、オープニングエンディングのTVsizeVerやキャラソンの別アレンジVerなどが、アンサンブルIIには、キャラクターソングの新曲、聖桜学園校歌、最終話Verのエンディングなどが収録されている。
- がくえんゆーとぴあ まなびストレート! オリジナルサウンドトラック 聖桜生徒会 アンサンブルI 2007年2月21日発売 KICA-831/2
- がくえんゆーとぴあ まなびストレート! オリジナルサウンドトラック 聖桜生徒会 アンサンブルII 2007年5月16日発売 KICA-851/2

ゲーム関連
PS2用ゲームソフトの主題歌と各キャラクターEDが入ったシングルが同じくキングレコード・スターチャイルドレーベルより発売されている。
- がくえんゆーとぴあ まなびストレート! キラキラ☆HappyFesta! （作詞 - こだまさおり / 作曲 - 高橋浩平 / 編曲 - 渡辺拓也）2007年4月4日発売 KICA839 堀江由衣、野中藍、井上麻里奈、平野綾、藤田咲による歌。

その他
聖桜学園学園祭で用いられた楽曲のシングルが同じくキングレコード・スターチャイルドレーベルより発売されている。
- がくえんゆーとぴあ まなびストレート! 聖桜学園学園祭 2007年3月21日発売 KICM3148

## インターネットラジオ
2007年1月15日から同年4月30日まで「すたちゃまにあ」内公式サイトでインターネットラジオ『らじおゆーとぴあ まなびストレート! 生徒会臨時放送』が配信されていた。全16回。
パーソナリティーは上原むつき役の井上麻里奈と小鳥桃葉役の藤田咲。
| 放送回 | 放送日        | 対決でGO! の内容                                                                                    | 勝者               |
| ------ | ------------- | --------------------------------------------------------------------------------------------------- | ------------------ |
| 第1回  | 2007年1月15日 | お料理レシピ対決!                                                                                   | 藤田咲             |
| 第2回  | 2007年1月22日 | お絵かき記憶力クイズ!                                                                               | 井上麻里奈         |
| 第3回  | 2007年1月29日 | ときめきお芝居対決!                                                                                 | 藤田咲             |
| 第4回  | 2007年2月5日  | まなびクイズ対決!                                                                                   | 井上麻里奈         |
| 第5回  | 2007年2月12日 | なかよし理解度対決!                                                                                 | 引き分け           |
| 第6回  | 2007年2月19日 | どきどき器用度対決!                                                                                 | 引き分け           |
| 第7回  | 2007年2月26日 | 1分以内に - 2人でなかよく豆を移動 - 2人でなかよく知恵の輪解き - 2人でなかよく魚偏の漢字を25個答える | 井上麻里奈         |
| 第8回  | 2007年3月5日  | 順番当てクイズ ならびストレート!                                                                    | 山中プロデューサー |
| 第9回  | 2007年3月12日 | （大人の事情でお休み）                                                                              | -                  |
| 第10回 | 2007年3月19日 | 公開お絵かき対決!                                                                                   | 井上麻里奈         |
| 第11回 | 2007年3月26日 | 公開録音記念 パセラ名物ハニトー飾り付け対決!                                                        | 山中プロデューサー |
| 第12回 | 2007年4月2日  | 花言葉当てクイズ!                                                                                   | クリアポイント達成 |
| 第13回 | 2007年4月9日  | 飲み比べ対決!                                                                                       | 藤田咲             |
| 第14回 | 2007年4月16日 | りんご皮むき対決!                                                                                   | 井上麻里奈         |
| 第15回 | 2007年4月23日 | 常識力対決!                                                                                         | 藤田咲             |
| 第16回 | 2007年4月30日 | 大江戸温泉物語あそび処対決!                                                                         | 井上麻里奈         |